# مهدی سکرانی
ملا مهدی السکرانی شاعر و ادیب عرب خوزستانی است. وی فرزند بزرگ ملا فاضل السکرانی است.